# Bargenahalli, Tarikere
Bargenahalli là một làng thuộc tehsil Tarikere, huyện Chikmagalur, bang Karnataka, Ấn Độ.